# Euphorbia phosphorea
Euphorbia phosphorea là một loài thực vật có hoa trong họ Đại kích. Loài này được Mart. mô tả khoa học đầu tiên năm 1828.